# Lars Löfberg
Lars Jerker Löfberg, född 31 juli 1933 i Örgryte församling i Göteborgs och Bohus län, död 13 augusti 2001 i Hedvig Eleonora församling i Stockholm, var en svensk militär.

## Biografi
Löfberg avlade officersexamen vid Krigsskolan 1957 och utnämndes samma år till fänrik i armén. Han befordrades till kapten vid Älvsborgs regemente 1965, var detaljchef vid Arméstaben 1971–1972 och befordrades till major i Generalstabskåren 1972. År 1972 befordrades han till överstelöjtnant, varpå han från 1972 var lärare vid Militärhögskolan. Han tjänstgjorde vid Bohusläns regemente 1979–1980, befordrades till överste 1980 och var därefter chef för Bohusläns regemente 1980–1982. År 1982 befordrades han till överste av första graden, varpå han var chef för Utbildnings- och personalsektionen vid staben i Östra militärområdet 1982–1984 och chef för Utbildnings- och personalsektionen vid staben i Västra militärområdet 1984–1987. Åren 1987–1992 var Löfberg chef för Skaraborgs regemente. Han är begravd på Stora Askeröns kyrkogård.